# Oma-Skat

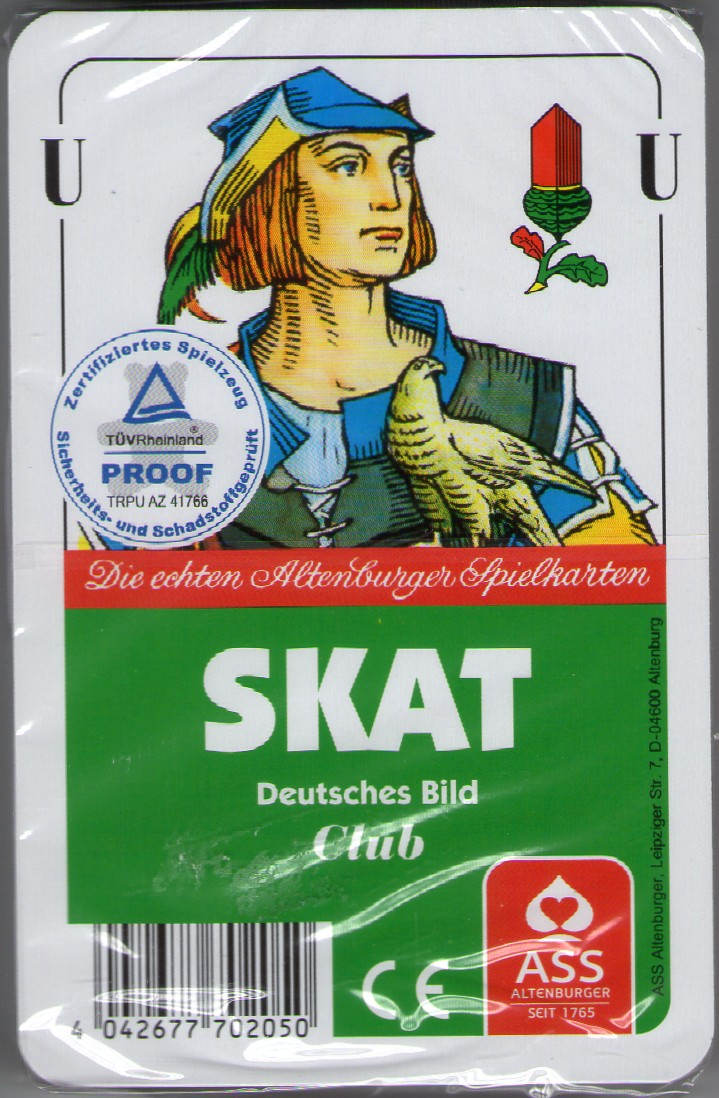
Skat-Kartenspiel

Oma-Skat (auch Blinden-Skat, Skat mit totem Mann oder En - Deux) ist eine Variante des Kartenspiels Skat für zwei Spieler, die vor allem in der Lüneburger Heide verbreitet ist. Auch in anderen Teilen Deutschlands wird Oma-Skat gespielt, wenn auch unter teils anderen, regional unterschiedlichen Namen. Meist wird das Spiel aus Mangel an einem dritten Mitspieler gespielt, manchmal aber auch, um Anfängern das Spiel beizubringen, da sich der Spielablauf im Vergleich zum konventionellen Skat einfacher gestaltet.

## Regeln
Gespielt wird wie beim normalen Skatspiel, wobei jedoch statt eines dritten Mitspielers ein verdeckter Kartenstapel (die „Oma“) verwendet wird, von dem jeweils in jeder Runde die oberste Karte aufgedeckt wird. Die „Oma“ sagt beim Reizvorgang immer sofort „Weg“, d. h., sie reizt nicht mit den beiden Mitspielern. Diese müssen somit unter sich „ausreizen“, wer „spielt“, es spielen also immer die „Oma“ und ein menschlicher Mitspieler gegen den anderen menschlichen Mitspieler. Es gelten ansonsten die üblichen Skatregeln, wobei die „Oma“ natürlich nicht bedienen muss. Dieser Fakt lässt viele im normalen Skatspiel undenkbare Situationen möglich werden; so ist es z. B. im Oma-Skat sehr schwer, ein „Null“ (= keinen Stich zu bekommen) zu gewinnen, da die Oma nicht bedienen muss.